# 新アウターリミッツ
『新アウターリミッツ』（The Outer Limits）は、1995年から2002年にかけてショウタイムとSyfyで放送されたアメリカ合衆国/カナダのSFドラマシリーズ。本シリーズは1960年代に放送されていた『アウターリミッツ』のリバイバルである。
日本では1995年からWOWOWで放送され、字幕放送されたシーズン3の全エピソードとシーズン4の一部エピソードを除き日本語吹き替え版で放送された。その後1996年からワーナー・ホーム・ビデオからVHSが、2007年には20世紀フォックス ホーム エンタテイメントからシーズン1を収録したDVD-BOXが発売された。

## 歴史
1980年代前半に『アウターリミッツ』の復活が計画されていたが、権利を所有していたユナイテッド・アーティスツ・テレビジョンがメトロ・ゴールドウィン・メイヤーに買収されて以降権利の所有元が変わり続けたため、最終的に再ドラマ化が実現するのは1995年まで延びた。『スタートレック』のスピンオフ、『Xファイル』などのSFテレビドラマや『ハリウッド・ナイトメア』のようなオムニバスドラマが成功していることを受け、権利を所有しているメトロ・ゴールドウィン・メイヤーは成功を確信してアウターリミッツのリバイバルが決まった。製作には『バックドラフト』や『ロビン・フッド』などの映画にも携わったトリロジー・プロダクションが参加し、有料チャンネルのショウタイムでの放映が決まった。

### 製作
オリジナルから30年も経って冷戦が終わるなど時代が変わり、そのまま作品を受け継ぐだけでは視聴者に受け入れられないと考えた製作陣は怪物や宇宙人が多く登場するオリジナルの作風を変更し、特殊効果を用いて現代的に描写することに決めた。撮影はバンクーバーで行われた。ストーリーはハーラン・エリスン、A・E・ヴァン・ヴォークト、ラリー・ニーヴン、リチャード・マシスン、ジョージ・R・R・マーティン、スティーヴン・キング、ジェイムズ・パトリック・ケリー等の小説を原作としている。
トム・アーノルド、マッケンジー・アスティン、マリオ・ヴァン・ピーブルズ、ウィル・ウィトン、キャサリン・オハラ、メリッサ・ギルバート、ジョン・クライヤー、ジャック・クラグマン、ヘザー・グラハム、ジョゼフ・ゴードン＝レヴィット、ジェシカ・スティーン、ブレント・スパイナー、ウィリアム・B・デイヴィス、レナード・ニモイ、デヴィッド・ハイド・ピアース、ニール・パトリック・ハリス、マーク・ハミル、ネイサン・フィリオン、ミシェル・フォーブス、アマンダ・プラマー、ボー・ブリッジス、ジョシュ・ブローリン、ローリー・ホールデン、ホーウィー・マンデル、アリッサ・ミラノ、パット・モリタ、モリー・リングウォルド、ライアン・レイノルズなどがゲストとして出演している。
オリジナルシリーズを企画したレスリー・スティーヴンスはシーズン1のみ番組コンサルタントを担当した。他にオリジナルの脚本家だったジョセフ・ステファノはシーズン5までエグゼクティブ・コンサルタントを務め、その後はシニア・アドバイザーとしてシリーズに参加した。また、ステファノはオリジナルシリーズで脚本を担当したエピソード「A Feasibility Study（邦題：ルミノス星人の陰謀）」を「Feasibility Study（邦題：適性実験）」としてシーズン3で再ドラマ化した。

## 主なゲストスター
- ボー・ブリッジス（日本語吹替：樋浦勉）
- ウィリアム・サドラー（日本語吹替：野沢那智）
- チャールズ・マーティン・スミス（日本語吹替：前田昌明）
- レイ・ドーン・チョン（日本語吹替：高島雅羅）
- ミケルティ・ウィリアムソン（日本語吹替：谷口節）
- ブルース・デイヴィソン（日本語吹替：納谷六朗）
- ウィリアム・ヒッキー（日本語吹替：槐柳二）
- ソーラ・バーチ（日本語吹替：坂本真綾）
- ミーガン・フォローズ（日本語吹替：伊藤美紀）
- エリザベス・ペーニャ
- レン・キャリオー

- ティモシー・バスフィールド（英語版）
- アネット・オトゥール（日本語吹替：藤田淑子）
- ジョン・ハード（日本語吹替：有川博）
- ジョン・サヴェージ（日本語吹替：岡部政明）
- ボー・スター（英語版）（日本語吹替：阪脩）
- レベッカ・デモーネイ（日本語吹替：松岡ミユキ）
- フランク・ホエーリー（日本語吹替：鈴置洋孝）
- ロバート・パトリック（日本語吹替：大塚明夫）
- ニコール・デ・ボア（日本語吹替：山像かおり）
- リチャード・トーマス（日本語吹替：安原義人）
- ピーター・アウターブリッジ（日本語吹替：江原正士）

- ジェイ・O・サンダース（日本語吹替：菅原正志）
- マイケル・ドーン（日本語吹替：石塚運昇）
- マット・クレイヴン（日本語吹替：納谷六朗）
- ジェイソン・ロンドン（日本語吹替：鳥海勝美）
- ソウル・ルビネック（日本語吹替：塩屋浩三）
- ゲイリー・チョーク（日本語吹替：坂口芳貞）
- アリッサ・ミラノ（日本語吹替：井上喜久子）
- マーリー・マトリン（日本語吹替：佐々木優子）
- ラリー・ドレイク（日本語吹替：小林清志）
- レナード・ニモイ（日本語吹替：大木民夫）
- ドワイト・シュルツ（日本語吹替：小川真司）
- アルバータ・ワトソン（日本語吹替：此島愛子）

- モリー・パーカー
- ライアン・レイノルズ（日本語吹替：石田彰）
- ペリー・キング（英語版）（日本語吹替：菅生隆之）
- ゴードン・クラップ（英語版）（日本語吹替：佐古正人）
- ロックリン・マンロー（日本語吹替：藤原啓治）
- ドン・S・デイヴィス（日本語吹替：神山卓三）
- アマンダ・プラマー（日本語吹替：井上瑤）
- アンドリュー・エアリー（日本語吹替：大塚芳忠）
- ミシェル・フォーブス（日本語吹替：高畑淳子）
- ヘザー・グラハム（日本語吹替：平井美美）
- ニック・マンキューゾ（英語版）（日本語吹替：池田勝）

- ダナ・アシュブルック（日本語吹替：井上和彦）
- アラン・ラック（日本語吹替：池田秀一）
- アリー・シーディ（日本語吹替：勝生真沙子）
- マイケル・サラザン（日本語吹替：堀勝之祐）
- デブラ・ファレンティノ（日本語吹替：田中敦子）
- マーク・ハミル（日本語吹替：森功至）
- マット・フリューワー（日本語吹替：内田直哉）
- クリント・ハワード（日本語吹替：立木文彦）
- ミシェル・ジョンソン（日本語吹替：深見梨加）
- ライアン・フィリップ（日本語吹替：石田彰）
- ロバート・フォックスワース（日本語吹替：田中信夫）
- アレックス・ディアカン（英語版）（日本語吹替：宮田光〈#05〉、城山堅〈#28〉、大木民夫〈#74,#89,#101,#127〉）

- ナレーション：ケヴィン・コンウェイ（日本語吹替：鈴木瑞穂）

## スタッフ
- 撮影監督：フィリップ・リンジー、リック・ウィンセンティ、アンドレアス・ポールソン、リック・マガイアー他
- プロダクションデザイナー：スティーヴン・ギーガン他
- 編集：ブラッド・ラインズ、エリック・ヒル、リサ・ビンクリー、ロン・ヨシダ他
- 衣裳デザイン：ステファニー・ノリン
- 音楽：ジョン・ヴァン・トンジェレン（英語版）、マーク・マンシーナ、スティーヴン・M・スターン、J・ピーター・ロビンソン（英語版）他
- オープニング・タイトル：マーク・マンシーナ、ジョン・ヴァン・トンジェレン

### 日本語版スタッフ
- 翻訳：鈴木導、土井ひみ子、今井朗子、徐賀世子、栗原とみ子、松崎広幸、高間俊子、税田春介、山田小枝子、菅佐千子、中島多恵子、松原桂子、平田勝茂
- 演出：松岡裕紀
- 調整：高橋久義、飯村靖雄
- 効果：VOX、リレーション
- スタジオ：グロービジョン

## エピソード
シーズン1
|     | 邦題                       | 原題                      |
| --- | -------------------------- | ------------------------- |
| 01. | 「サンドキングス 前編」    | The Sandkings             |
| 02. | 「サンドキングス 後編」    | The Sandkings             |
| 03. | 「機械仕掛けのジェラシー」 | Valerie 23                |
| 04. | 「血の兄弟」               | Blood Brothers            |
| 05. | 「星からの訪問者」         | Second Soul               |
| 06. | 「黄泉からの光」           | White Light Fever         |
| 07. | 「選ばれた少女」           | The Choice                |
| 08. | 「救われた未来」           | Virtual Future            |
| 09. | 「バーチャル殺人」         | Living Hell               |
| 10. | 「瞳の中の悪魔」           | Corner of the Eye         |
| 11. | 「ベッドの下には」         | Under the Bed             |
| 12. | 「未確認宇宙空間」         | Dark Matters              |
| 13. | 「復讐を囁く女」           | The Conversion            |
| 14. | 「慈悲と愛」               | Quality of Mercy          |
| 15. | 「愛の強さ」               | Caught in the Act         |
| 16. | 「栄光の帰還」             | The Voyage Home           |
| 17. | 「ミクロの暴走」           | The New Breed             |
| 18. | 「人類へのメッセージ」     | The Message               |
| 19. | 「わたしはロボット」       | I, Robot                  |
| 20. | 「呼吸する家」             | If These Walls Could Talk |
| 21. | 「自分という名の何か」     | Birthright                |
| 22. | 「そのすべてへの警鐘」     | The Voice of Reason       |
シーズン2
|     | 邦題                   | 原題                |
| --- | ---------------------- | ------------------- |
| 23. | 「超時空殺人事件」     | Stitch in Time      |
| 24. | 「DNAからの創世」      | Resurrection        |
| 25. | 「不自然な選択」       | Unnatural Selection |
| 26. | 「紫色の失踪」         | I Hear You Calling  |
| 27. | 「奇妙な愛の形」       | Mind Over Matter    |
| 28. | 「誘拐という記憶」     | Beyond the Veil     |
| 29. | 「初めての記念日」     | First Anniversary   |
| 30. | 「心の牢獄」           | Straight and Narrow |
| 31. | 「究極の決断」         | Trial by Fire       |
| 32. | 「予期せぬメッセージ」 | Worlds Apart        |
| 33. | 「愛の遭難」           | The Refuge          |
| 34. | 「無常の月」           | Inconstant Moon     |
| 35. | 「暗闇への扉」         | From Within         |
| 36. | 「規律と忠誠と」       | The Heist           |
| 37. | 「エイリアン創造計画」 | Afterlife           |
| 38. | 「暗示を解く者たち」   | The Deprogrammers   |
| 39. | 「愛という奇蹟」       | Paradise            |
| 40. | 「恐怖からの脱出」     | The Light Brigade   |
| 41. | 「交差した運命」       | Falling Star        |
| 42. | 「次元を越えるもの」   | Out of Body         |
| 43. | 「誘拐された生活」     | Vanishing Act       |
| 44  | 「罪と罰の罠」         | The Sentence        |
シーズン3
|     | 邦題                     | 原題                             |
| --- | ------------------------ | -------------------------------- |
| 45. | 「ささやかな愛」         | Bits of Love                     |
| 46. | 「心の反乱」             | Second Thoughts                  |
| 47. | 「甦る我が子」           | Re-generation                    |
| 48. | 「最後の晩餐」           | Last Supper                      |
| 49. | 「恐怖の情報ハイウェイ」 | Stream of Consciousness          |
| 50. | 「化学兵器の傷あと」     | Dark Rain                        |
| 51. | 「強制収容所」           | The Camp                         |
| 52. | 「与えられた謎の力」     | Heart's Desire                   |
| 53. | 「テンペスト」           | Tempests                         |
| 54. | 「覚醒」                 | Awakening                        |
| 55. | 「二度目の死」           | New Lease                        |
| 56. | 「二重のらせん」         | Double Helix                     |
| 57. | 「運命のスイッチ」       | Dead Man's Switch                |
| 58. | 「禁断の音楽」           | Music of the Spheres             |
| 59. | 「ベッカ・ポールソン」   | The Revelations of Becka Paulson |
| 60. | 「悪魔の顔」             | Bodies of Evidence               |
| 61. | 「適性実験」             | Feasibility Study                |
| 62. | 「特別番組」             | A Special Edition                |
シーズン4
|     | 邦題                           | 原題              |
| --- | ------------------------------ | ----------------- |
| 63. | 「連続殺人」                   | Criminal Nature   |
| 64. | 「アンドロイド」               | The Hunt          |
| 65. | 「心と精神」                   | Hearts and Minds  |
| 66. | 「別の人生」                   | In Another Life   |
| 67. | 「オクタル」                   | In The Zone       |
| 68. | 「相対性理論」                 | Relativity Theory |
| 69. | 「トップ・シークレット」       | Josh              |
| 70. | 「通過儀礼」                   | Rite of Passage   |
| 71. | 「記憶の彫像」                 | Glyphic           |
| 72. | 「クライシス」                 | Identity Crisis   |
| 73. | 「生存の資格」                 | The Vaccine       |
| 74. | 「絶対恐怖」                   | Fear Itself       |
| 75. | 「帰還報告」                   | The Joining       |
| 76. | 「凍てついた真実」             | To Tell the Truth |
| 77. | 「続・機械仕掛けのジェラシー」 | Mary 25           |
| 78. | 「校内処刑事件」               | Final Exam        |
| 79. | 「最後の罪人」                 | Lithia            |
| 80. | 「ダークサイド・モンスター」   | Monster           |
| 81. | 「琥珀の繭」                   | Sarcophagus       |
| 82. | 「悪夢の極限」                 | Nightmare         |
| 83. | 「約束の地」                   | Promised Land     |
| 84. | 「バランス」                   | Balance of Nature |
| 85. | 「種の起源」                   | Origin of Species |
| 86. | 「混沌の宇宙」                 | Phobos Rising     |
| 87. | 「意識の彼方に」               | Black Box         |
| 88. | 「虚像の告発」                 | In Our Own Image  |
シーズン5
|      | 邦題                   | 原題                          |
| ---- | ---------------------- | ----------------------------- |
| 89.  | 「エイリアン・ラジオ」 | Alien Radio                   |
| 90.  | 「生体提供者」         | Donor                         |
| 91.  | 「小さな友人」         | Small Friends                 |
| 92.  | 「反逆の時」           | The Grell                     |
| 93.  | 「脳の意識」           | The Other Side                |
| 94.  | 「孤独な光」           | Joyride                       |
| 95.  | 「自由へのチャンス」   | The Human Operators           |
| 96.  | 「空白の過去」         | Blank Slate                   |
| 97.  | 「隣人たちの素顔」     | What Will The Neighbors Think |
| 98.  | 「聖なる命」           | The Shroud                    |
| 99.  | 「切り裂きジャック」   | Ripper                        |
| 100. | 「サミット」           | Summit                        |
| 101. | 「正義の審判」         | Tribunal                      |
| 102. | 「人類の退化」         | Descent                       |
| 103. | 「悪夢のマンション」   | The Haven                     |
| 104. | 「既視体験」           | Deja Vu                       |
| 105. | 「流星の神秘」         | The Inheritors                |
| 106. | 「消えた鎮魂歌」       | Essence of Life               |
| 107. | 「宇宙からの贈り物」   | Stranded                      |
| 108. | 「父と子と」           | Fathers and Sons              |
| 109. | 「めぐり逢い」         | Star Crossed                  |
| 110. | 「遙かなる追跡」       | Better Luck Next Time         |
シーズン6
|      | 邦題                           | 原題                  |
| ---- | ------------------------------ | --------------------- |
| 111. | 「最後の審判」                 | Judgment Day          |
| 112. | 「殺人の衝動」                 | The Gun               |
| 113. | 「容姿改善計画」               | Skin Deep             |
| 114. | 「領土拡張の悲劇」             | Manifest Destiny      |
| 115. | 「愛は時空を越えて」           | Breaking Point        |
| 116. | 「異世界からの叫び」           | The Beholder          |
| 117. | 「破滅の種」                   | Seeds of Destruction  |
| 118. | 「悲しみの果てに」             | Simon Says            |
| 119. | 「停滞」                       | Stasis                |
| 120. | 「エリア51の破片」             | Down to Earth         |
| 121. | 「もうひとつの自我」           | Inner Child           |
| 122. | 「進化するアンドロイド」       | Glitch                |
| 123. | 「未来からの訪問者」           | Decompression         |
| 124. | 「隠された真実」               | Abaddon               |
| 125. | 「見えざる支配者」             | The Grid              |
| 126. | 「偽りの伝道師」               | Revival               |
| 127. | 「南北戦争の裏側」             | Gettysburg            |
| 128. | 「疑惑の隣人」                 | Something About Harry |
| 129. | 「ジグザグ作戦」               | Zig Zag               |
| 130. | 「心の傷跡に巣くう虫」         | Nest                  |
| 131. | 「タイムトラベラー裁判 Part1」 | Final Appeal          |
| 132. | 「タイムトラベラー裁判 Part2」 | Final Appeal          |
シーズン7
|      | 邦題 | 原題                  |
| ---- | ---- | --------------------- |
| 133. |      | Family Values         |
| 134. |      | Patient Zero          |
| 135. |      | A New Life            |
| 136. |      | The Surrogate         |
| 137. |      | The Vessel            |
| 138. |      | Mona Lisa             |
| 139. |      | Replica               |
| 140. |      | Think Like a Dinosaur |
| 141. |      | Alien Shop            |
| 142. |      | Worlds Within         |
| 143. |      | In the Blood          |
| 144. |      | Flower Child          |
| 145. |      | Free Spirit           |
| 146. |      | Mindreacher           |
| 147. |      | Time to Time          |
| 148. |      | Abduction             |
| 149. |      | Rule of Law           |
| 150. |      | Lion's Den            |
| 151. |      | The Tipping Point     |
| 152. |      | Dark Child            |
| 153. |      | The Human Factor      |
| 154. |      | Human Trials          |